# ديك بارون
ديك بارون (بالإنجليزية: Dick Barone)‏ هو لاعب كرة قاعدة أمريكي، ولد في 13 أكتوبر 1932 في سان خوسيه في الولايات المتحدة، وتوفي في 23 أبريل 2015 في هوليستير في الولايات المتحدة.

## وصلات خارجية
- ديك بارون على موقعبيزبول رفرنس.كوم (الدوري الرئيسي) (الإنجليزية)
- ديك بارون على موقعبيزبول رفرنس.كوم (الدوري الثانوي) (الإنجليزية)
- ديك بارون على موقع جمعية أبحاث البيسبول الأمريكية (الإنجليزية)